# بيتسيكا

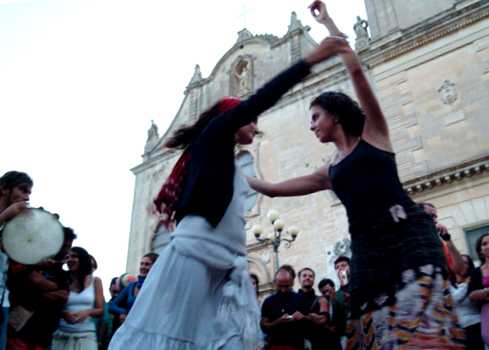
رقصة بيتسيكا.

بيتسكا (بالإيطالية: PIZZICA) هو نوع من الرقص الشعبي. نشأ بمنطقة سالينتو بجنوب إيطاليا(خاصة بمدينة ليتشي) ثم انتقل إلى جميع مقاطعة بوليا. ينتمي إلى عائلة رقص أكبر هي عائلة رقص التارانتيلا.

## مواقع خارجية
- مقطع مصور حول البيتسكا
- نصوص حول البيتسكا